# Petronella Wilhelmina van Hoorn

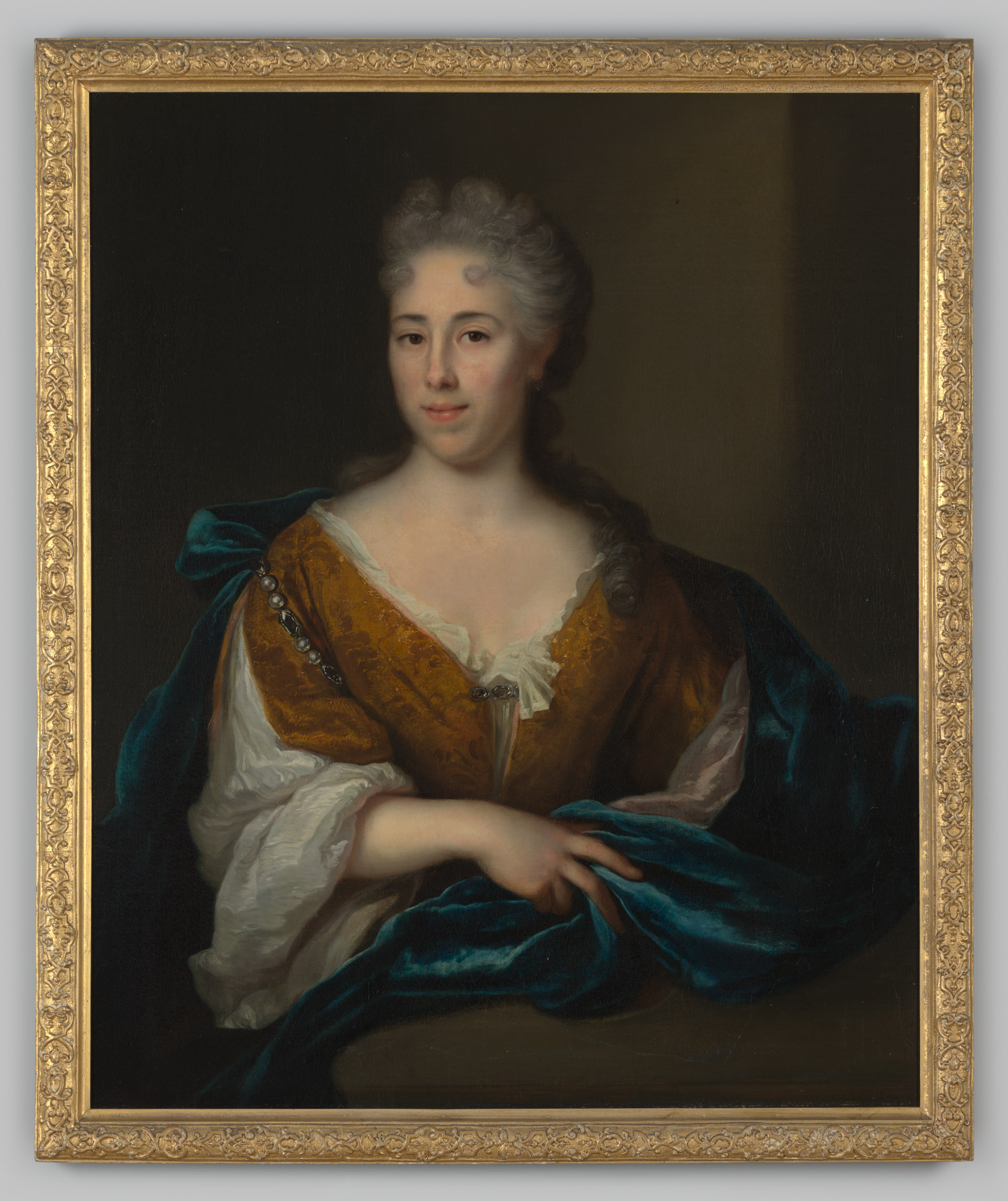
Portret van Petronella Wilhelmina van Hoorn, Arnold Boonen, 1722

Petronella Wilhelmina van Hoorn (Batavia, 28 juli 1698 – Rozendaal bij Velp, 29 oktober 1764) was een gefortuneerde Nederlandse vrouw uit de achttiende eeuw, die met haar vermogen twee landgoederen liet floreren, buitenplaats Beeckestijn en Kasteel Rosendael.

## Biografie
Ze werd geboren in Batavia als dochter van Joan van Hoorn en Susanna Agneta van Outhoorn. Zowel haar vader als haar grootvader Willem van Outhoorn was gouverneur-generaal van de Vereenigde Oost-Indische Compagnie geweest. Ze onderhield een bewaard gebleven briefwisseling met haar grootvader Willem van Outhoorn.
Ze kwam in 1710 samen met haar vader en stiefmoeder Johanna van Riebeeck naar Nederland. In 1715 trouwde ze in de Waalse Kerk te Amsterdam met Jan Trip de jonge (1691-1721), secretaris van de West-Indische Compagnie. Hun zoon Jan Willem Trip (1716-1738) werd een jaar later in de Nieuwe Kerk in Amsterdam gedoopt, met als doopgetuigen zijn grootvader Jan Trip en diens tweede echtgenote Elisabeth Thiellens.

### Beeckestijn

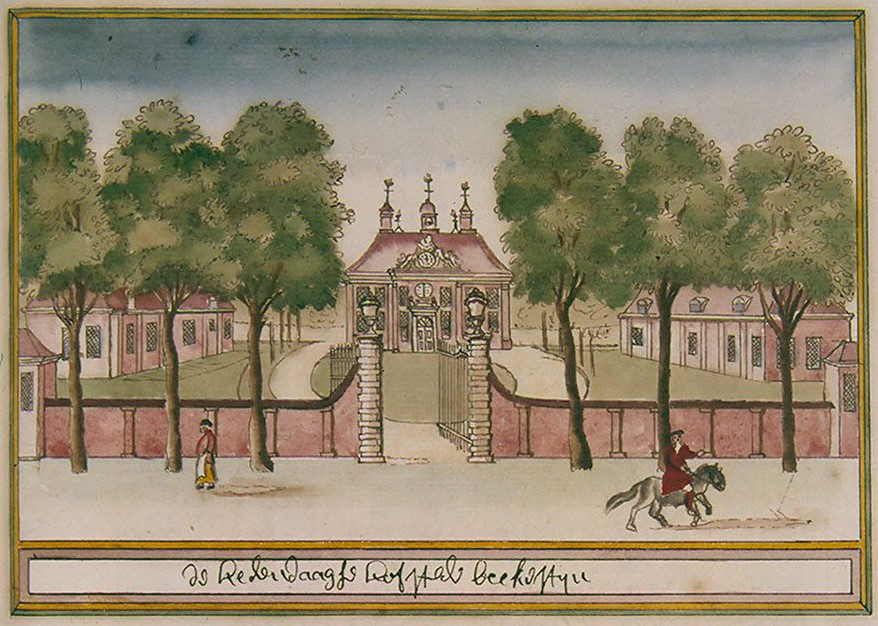
Het herbouwde Beeckestijn, rond 1720

In 1716 kocht Jan Trip de jonge de hofstede Beeckestijn van zijn vader. Het echtpaar liet de hofstede afbreken en er een nieuw landhuis, in rode baksteen, bouwen. De nieuwbouw werd gefinancierd uit het vermogen van Van Hoorn. Boven de ingang van het hoofdgebouw liet het echtpaar in een cartouche hun alliantiewapen plaatsen. Het echtpaar bezat ook een huis aan de Herengracht in Amsterdam. Aangezien Beeckestijn aan het Wijkermeer lag, was de buitenplaats vanuit Amsterdam per boot bereikbaar.

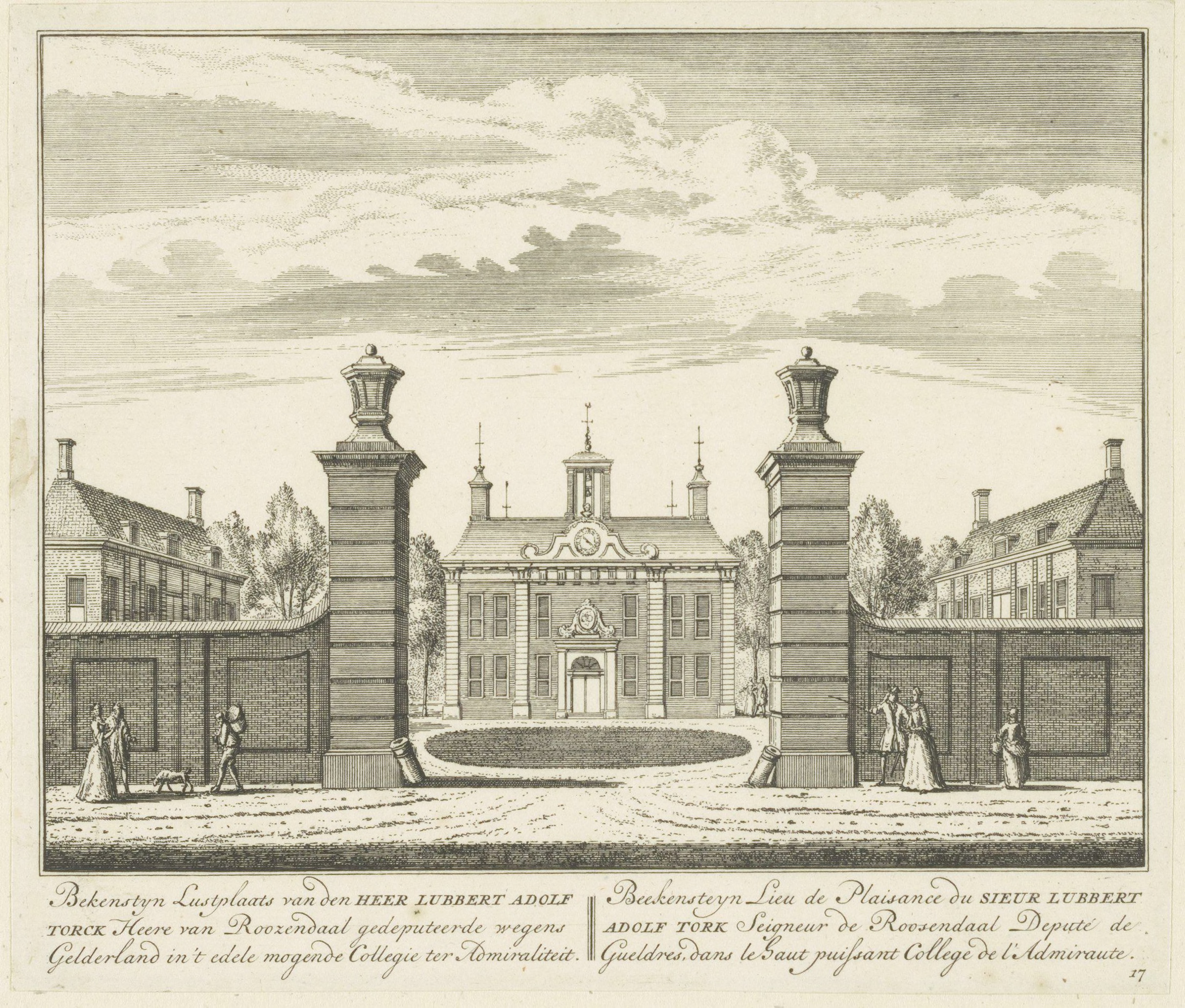
Bekenstijn Lustplaats van den Heer Lubbert Adolf Tork Heere van Roozendaal

Petronella Wilhelmina van Hoorn hield na het overlijden van haar man een kasboek bij van de uitgaven aan onderhoudswerkzaamheden. Voorafgaand aan haar tweede huwelijk, in 1722, stelde ze een akte op waarin ze Beeckestijn onder voorwaarden afstond aan haar zoon Jan Willem en diens erfgenamen. Zelf behield ze het vruchtgebruik. In 1729 maakte Hendrik de Leth een gravure van Beeckestijn, waarop hij haar tweede echtgenoot, Lubbert Adolph Torck, als eigenaar heeft vermeld.
Na het overlijden van haar zoon Jan Willem en haar kleindochter Petronella Johanna Wilhelmina Trip (1736-1742) werd Beeckestijn verkocht.

### Kasteel Rosendael
In 1722 hertrouwde Van Hoorn met Lubbert Adolph Torck en verhuisde ze naar kasteel Rosendael. Torck had het kasteel en de bijbehorende heerlijkheid Rozendaal bij Arnhem in 1721 geërfd van een oudtante. Wederom met het vermogen van Van Hoorn werd het kasteel verbouwd en verfraaid. Zo werd de barokke tuin van het kasteel uitgebreid en verfraaid met 'bedriegertjes' en een schelpengalerij. Het huwelijk bleef kinderloos. Het echtpaar benoemde neef Assueer Jan Torck (1733-1793) tot erfgenaam.
Petronella Wilhelmina van Hoorn, Vrouwe van Rosendael, overleed in 1764 op Kasteel Rosendael.